# Scoparia huachucalis
Scoparia huachucalis là một loài bướm đêm trong họ Crambidae.